# Wierzbno (Basse-Silésie)
Pour les articles homonymes, voir Wierzbno.
Wierzbno est une localité polonaise de la gmina de Domaniów, située dans le powiat d'Oława en voïvodie de Basse-Silésie.